# Гуляйпільська міська територіальна громада
Гуляйпільська міська громада — територіальна громада в Україні, в Пологівському районі Запорізької області. Адміністративний центр — місто Гуляйполе.
Площа громади — 676,75 км², населення — 19 564 мешканці (2020).
Утворена 12 жовтня 2016 року шляхом об'єднання Гуляйпільської міської ради та Гуляйпільської (Комсомольської), Дорожнянської, Мирненської, Рівнопільської, Святопетрівської (Петрівської), Червоненської сільських рад Гуляйпільського району.
30 жовтня 2017 року внаслідок добровільного приєднання до громади приєдналися ще 3 сільради району — Новомиколаївська, Темирівська та Успенівська.
12 червня 2020 року, відповідно до розпорядження Кабінету Міністрів України № 713-р «Про визначення адміністративних центрів та затвердження територій територіальних громад Запорізької області», до складу громади увійшла Залізнична селищна рада.
19 липня 2020 року, у результаті адміністративно-територіальної реформи та ліквідації Гуляйпільського району, громада увійшла до складу Пологівського району.

## Населені пункти
До складу громади входять місто Гуляйполе, селище Залізничне та 30 сіл: Веселе, Високе, Гуляйпільське, Дорожнянка, Загірне, Затишшя, Зелене, Зелений Гай, Красногірське, Марфопіль, Мирне, Нове, Нововасилівське, Новогригорівка, Новоіванівка, Новомиколаївка, Новоуспенівське, Обратне, Павлівка, Привільне, Рибне, Рівнопілля, Святопетрівка, Солодке, Староукраїнка, Степанівка, Темирівка, Успенівка, Чарівне та Яблукове.
Головою Гуляйпільського району восени 2020 року призначено Людмилу Гончар.